# Interdynamics MKR
Interdynamics MKR — экспериментальный шведский автомат, не принятый на вооружение. Оружие было разработано под оригинальный патрон кольцевого воспламенения калибра 4,5 мм с остроконечной пулей большого удлинения, обеспечивающий пробитие стандартной армейской каски с дистанции 300 м при дальности эффективной стрельбы в 400 м.

## Описание
MKR выполнена по компоновке булл-пап и лишена одного из главных её недостатков: оружие, предназначенное для использования правшами, не может эффективно применяться левшами и наоборот из-за близости гильзоэкстрактора к лицу стрелка. В MKR же выброс производился через специальный канал в прикладе позади магазина. Рукоятка взведения расположена сверху и легкодоступна с обеих сторон.
Секторный магазин имеет форму полукольца. Он, как и корпус оружия выполнен из пластика.
Автоматика основана отводе пороховых газов из канала ствола, запирание осуществляется перекосом затвора вниз. Стрельба ведётся с открытого затвора.

## Варианты
На основе MKR разрабатывались карабин с укороченным стволом, ручной пулемёт и пистолет-пулемёт с уменьшенными размерами, стрельбой с закрытого затвора и магазином, крепящимся сбоку.
После принятия в 1979 году блоком НАТО единого патрона 5,56×45 мм, под него был разработан вариант MKR, однако он обладал худшей точностью и проект был закрыт.